# Stadion Mokri Dolac
Stadion Mokri Dolac, nogometni je  stadion u Posušju u zapadnoj Hercegovini. Gledalište može primiti 4500 gledatelja. Svoje susrete na njemu igra HŠK Posušje.
Tijekom vremena mijenjao je svoj izgled. Do devedesetih god. 20. st. bio je travnjak okružen terenom predviđenim za atletsku stazu koja nikada nije izgrađena. Stadion je bio ograđen i nije imao tribine, a svlačionice i klupske prostorije nalazile su se uz ogradu sa sjeveroistočne strane. Tijekom rata služio je kao vojna helikopterska baza. 
U 1998. godini obnovljen je teren i izgrađena sjeverna tribina koja može primiti 1305 gledatelja na sjedećim mjestima, a nešto kasnije i velika južna tribina koja može primiti 3185 gledatelja na sjedećim mjestima, te pomoćni teren sa svojom malom tribinom. Poslovni prostori u južnoj tribini kao i okoliš još uvijek nisu privedeni svrsi.
U 2019. godini počelo se je rješavati pitanje kanalizacije oko stadiona Mokri Dolac, te su napravljene prve prometnice iznad sjeverne i južne tribine.
U skoroj budućnosti iznad sjeverne tribine, stadion bi trebao dobiti još jedan blok pomoćnih terena koje bi sufinancirala UEFA skupa s mjesnom upravom.

## Vanjske poveznice
- „Mokri Dolac: Idejni projekt stadiona” HŠK Posušje na YouTubeu.